# Eucampima coenotype
Eucampima coenotype är en fjärilsart som beskrevs av George Francis Hampson 1910. Eucampima coenotype ingår i släktet Eucampima och familjen nattflyn. Inga underarter finns listade i Catalogue of Life.

## Bildgalleri

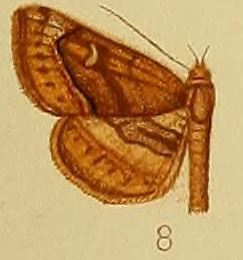